# Tanacetum richterioides
Tanacetum richterioides là một loài thực vật có hoa trong họ Cúc. Loài này được (C.Winkl.) K.Bremer & Humphries miêu tả khoa học đầu tiên năm 1993.